# Blowback
Blowback és una pel·lícula estatunidenco-canadenca dirigida per Mark L. Lester el 2000.

## Argument
Un psicòpata és executat davant de l'agent que l'ha fet empresonar, però un temps després, els seus mètodes reapareixen...

## Repartiment
- Mario Van Peebles: Insp. Don Morrell
- James Remar: John Matthew Whitman / Schmidt
- Sharisse Baker-Bernard: Detectiu Monica Ricci
- Gladys Jimenez: Charlotte Hart-Morrel
- David Groh: capità Barnett
- Stephen Caffrey: fals agent Norwood
- Stephen Poletti: jutge Paul Gant
- Peter Allas: Ed Ackers
- Leslie Harter Zemeckis: Sandra Carlow
- Jamie Kailani Bayot: Denise Greer
- Simon Rhee: Henry Dang
- David Grant Wright: Mr. Carlow
- Tony Noakes: Detectiu Swanson